# Des Esels Schatten (Strauss)
Des Esels Schatten ist ein Singspiel bzw. eine musikalische Komödie (mit Ähnlichkeiten zu einer Oper) in sechs Bildern für Sprecher, Soli und Orchester von Richard Strauss. Es ist das letzte Bühnenstück des Komponisten und konnte von ihm aufgrund seines Todes nicht vollendet werden. Das Libretto stammt von Hans Adler.

## Entstehung
Der Direktor des Benediktinergymnasiums Ettal fragte 1947 bei Richard Strauss an, ob er ein heiteres Singspiel auf humanistischer oder christlicher Grundlage für seine Schüler verfassen könne. Der hochbetagte Komponist sagte umgehend zu, erbat aber eine Textvorlage, möglichst zum Thema der Abderiten. Die Einwohner der thrakischen Stadt Abdera galten als einfältige Menschen und waren sozusagen die Schildbürger der Antike. Auf der Grundlage einer Episode aus dem satirischen Roman Die Abderiten von Christoph Martin Wieland schrieb Hans Adler ein Libretto, und das zukünftige Werk wurde Des Esels Schatten genannt. Geschichten mit dem gleichnamigen Titel kommen auch in weiteren Versionen in der Antike vor.
Während der Skizzen der Komposition starb Richard Strauss 1949. Karl Haußner, Musiklehrer am Benediktinergymnasium des Klosters Ettal, ehemaliger Kapellmeister und Kompositionsschüler von Joseph Haas, ergänzte und instrumentierte das Werk und stellte es aufführungsreif fertig. Die Uraufführung fand am 7. Juni 1964  in der Benediktinerabtei in Ettal statt. Das Stück wurde und wird gelegentlich, oft als „Jugendoper“, aufgeführt, beispielsweise bei den Antikenfestspielen in Trier sowie in Gießen, Dresden und Uelzen.

## Handlung
Struthion, ein Zahnarzt, mietet von Antrax, einem Eseltreiber, in der thrakischen Stadt Abdera einen Esel zum Transport von Gütern. Um der glühenden Sonnenhitze des Tages zu entgehen, begibt sich Struthion in den Schatten des Esels. Antrax fordert ihn auf, dies zu unterlassen, da er zwar den Esel, nicht aber dessen Schatten an den Zahnarzt vermietet habe. Es folgen langwierige juristische Auseinandersetzungen, die erst beendet werden, als der Tod des Esels bekannt wird, der bei der zeitaufwendigen Streiterei vergessen wurde und verhungert ist.

## Aufnahmen (Auswahl)
- CD 1998: Karl Anton Rickenbacher, Deutsches Symphonie-Orchester Berlin mit Peter Ustinow als Erzähler.